# 新ナニワ金融道
『新ナニワ金融道』（しんナニワきんゆうどう）は、青木雄二プロダクションによる日本の漫画。2007年に開始、2016年終了。
同じ青木雄二プロダクションによる『新ナニワ金融道外伝』『ザ・ナニワ金融道』についても、本項で説明する。

## 概要

### 作品の概要
2003年に肺癌で死去した青木雄二作『ナニワ金融道』の続編である。
『新ナニワ金融道』は2007年2月からあおば出版『COMICジャンク』に連載されたが、同誌の休刊により中断した。株式会社ビービーエムエフが運営する携帯電話向けの漫画サイト『ケータイ★まんが王国』上で連載が継続され、その後2009年2月24日発売の扶桑社『SPA!』で雑誌連載が再開した。単行本は、第6巻まではBbmfマガジンから発行され、第7巻以降は扶桑社から発行されている。旧シリーズと比べると、転落する人物が少なく、幾分か人情話があり、ソフトな作りになっている。本編は2013年をもって完結し、2014年11月まで晩年の青木雄二を描いた『新ナニワ金融道 青木雄二物語』が連載され、11月25日発売分から続編『新ナニワ金融道R（リターンズ）』が開始された。当作品は「金に翻弄される下層社会（中・小零細、ベンチャー企業、自営業）」がテーマであり、それまでに取り上げられた金のトラブルやライバル会社との対決はなく、帝国と顧客のやり取りが主となっている。2016年10月4日発売分をもって完結した。続編となる『ザ・ナニワ金融道』が『グランドジャンプPREMIUM』2016年12月28日号から連載される。その後『グランドジャンプ』2017年9月6日号から移籍し、2019年4月17日発売号まで連載された。
『新ナニワ金融道外伝』は、灰原が去ったあとの帝国金融が舞台のスピンオフ作品である。『週刊朝日』2011年2月11日号から2012年1月27日号まで連載され、単行本はBbmfマガジンから発行されている。さらにその続編となる『新ナニワ金融道外伝ファイナル』が『週刊大衆』に2012年2月から2012年5月まで連載された。

### ストーリー
主人公の灰原がホームレスの戸籍を使った融資を受けさせる不正融資事件により実刑を受け服役し、刑務所から出所したところ、金畑社長から服役中の給料を渡されると同時に解雇を言い渡される。驚く灰原だったが、社長から、新たに桑田が設立した主に債権回収を目的とする金融会社「ナニワ金融」（正規の債権回収会社ではない。桑田の説明から、おそらくは強引な回収行為を行った場合に帝国金融本体に累が及ばないようにするためのダミー会社としての側面もあると見られる）に協力するよう求められる。前科者となった灰原には他に行き場もないことから、桑田と2人で債権回収業務に取り組むことになる。
第11巻で灰原と朱美は結婚する。その披露宴の帰途、金畑は青年時代の思い出を高山に語り、最終回で都沢が帝国に入社、陳は出し抜きを叱責されるも都沢と灰原の不仲を見抜き利用しようと策をめぐらし、全く反省していないところで物語は終わる。
外伝では、桑田・灰原が去った後の帝国金融を舞台に、吉村の活躍を描く。貸金業法改正後の金融屋をテーマにしており、過剰債務整理担当の弁護士が各回に出てくる。

### ファイナル
定年を過ぎ、ペットロス症候群にある老年夫婦が運気を変えようと、ハンコ屋で印鑑を作る。そこに裏で隠れていたハンコ屋の息子がハンコの裏とりと押圧による印鑑偽造に成功し、帝国を初め至るところで金を摘む。被害者の人吉は警察に被害届を届けるも、駐在の唐変木は勤務中に美人へのナンパを邪魔され、被害受付を忘れる。

## 主要登場人物
ナニワ金融道#主な登場人物も参照。

### ナニワ金融→帝国金融
灰原達之（はいばら たつゆき）
前作に引き続き主人公。不正融資事件により、実刑判決を受け服役していた。前科者となり、さらに帝国金融を解雇され、ナニワ金融の社員となる。前作まではあった顧客に対しての甘さ等はなくなり、債権回収のために相手を利用したり出し抜くことが多くなっている。ただし、雨宮に対して桑田の指示を無視したり主人公らしい行動も行う。
仙谷らの罠で裏金を捏造されナニワ金融は廃業、金融業界どころか表社会も追われ、ダムの建設作業員を経て、帝国金融に復帰する。
恋人の市村朱美とは婚約直前であったが一時破棄されるも、紆余曲折を経て結婚する。
実写ドラマ版では服役や結婚等の描写が存在せず、帝国金融に引き続き勤務している。
桑田澄男（くわた すみお）
灰原の先輩でありベテラン社員だったが帝国金融から独立し、新会社ナニワ金融の社長となり灰原と共に債権者を立ち回ることとなる。後に廃業後帝国に復帰する。「新」ではパンチパーマを濡らすのが嫌という設定が加えられ、お風呂に入る時はシャワーキャップを被っている。また前作では債権者を相手に冷酷な手段で取り立てることが多く大抵の問題は解決したものの、今作ではしたたかな債権者との渡り合いに動揺したり怒ったりするシーンが多く描かれている。特技は「どんな状況でも自然な演技で場を作り、相手を油断させること」。手段を選ばぬグレーなやり口は今作でも健在であり、灰原が思いつかないような方法で立ち回る。
実写ドラマ版では独立せず、帝国金融に勤務している。
灰原朱美（はいばら あけみ）（旧姓 市村）
灰原の恋人。結婚式直前で灰原が逮捕されたため母親から一方的に別れるように告げられ、そのまま灰原のもとを去ってしまったが母親を欺くための演技だった。灰原が出所してからはすぐに彼のもとへ駆けつけヨリを戻した。後に灰原から子供をせがまれたことで刺青があることに悩み肉欲のアドバイスでアメリカ合衆国へ飛び立ち、刺青除去手術を終えて無事帰国。婚約直前で雨宮のワナにはまり婚約破棄したものの妊娠、が発覚し結局できちゃった結婚した。灰原が実刑を受けたことから、母親から犯罪者差別を受けて仲が悪い。
雨宮利加子（あめみや りかこ）
人数不足のナニワ金融にハローワークを通じて入った事務。保険等の知識に長け、啖呵（たんか）を切ると桑田をもたじろがせる。タラコ唇とグラマラスボディが特徴。さっぱりした気性の持ち主。実家は、コンビニエンスストアを経営していたが、左浴田に人権無視と訴えられて一家離散。灰原に気があり朱美との仲に嫉妬している。ナニワ廃業後、桑田と供に帝国金融に入社する。
実写ドラマ版では帝国金融のスタッフとして勤務している設定。
元木（もとき）
帝国金融社員。坊主頭でこれまたヤクザのような外見である。するどい観察眼を持っている。家族は妻と息子が一人。
高山（たかやま）
帝国金融社員でナンバー2。前シリーズでは後輩や社員に対して厳しくも面倒見の良い部分があった。しかし、後に帝国金融で融資を受けながら債権回収対象者でもある顧客を通じて灰原・桑田らと対峙する。古巣の仲であり、互いに不仲という訳ではないが、敵対しあい、灰原たちは帝国金融を出し抜こうとする。
実写ドラマ版では上記の競合は存在せず、金子の後任の社長として帝国金融の陣頭指揮を執る。
吉村定雄（よしむら さだお）
帝国金融社員→司法書士。年齢は灰原より上。所帯持ちで妻と2人の子がいる。司法書士になる夢をいまだに捨てていないが、下っ端の扱いに灰原に愚痴と情報を漏らしていたが作中で遂に司法書士試験を合格、帝国を退社した。
『外伝』では灰原に代わって主人公となり、言葉づかいも標準語に変わった。
金畑金三（かねはた きんぞう）
帝国金融の社長。桑田と灰原を「前途的解雇」した後も二人を見守る。『新』では、終戦後の青年期に大阪砲兵工廠跡地から鉄くずを盗んで売り払う、通称アパッチ族に所属していた事など、のし上がってきた過去が語られる事になった。
実写ドラマ版では役を演じた緒形拳が他界していたこともあり5年前に他界したという設定。
悪徳栄（あくとく さかえ）
帝国金融専属の顧問弁護士。勝訴の報酬が高額であれば勝率が薄い裁判の弁護でも引き受ける。
山堀穴ノ助（やまほり あなのすけ）
穴屋と言われる産廃業者に土地を提供する仲介業者。桑田とは、旧知の仲で「山やん」と呼ばれている。昔女を寝取られたことがある。産廃だけでなく様々な業種との仲介やコネもあり、探偵じみた情報収集業も行っている。肉欲との一件以来、何かと灰原に目を掛け協力してくれる（但しその代価は貰っている）。IT技術に強くブログも開設している。
灰原達一郎（はいばら たついちろう）
灰原と朱美の子供。
陳元菜（ちん げんさい）
工事現場で出会った中国人。灰原同様、作中で標準語を話す数少ない人物。留学生30万人計画を悪用し不法留学し、中国人と日本人との偽装結婚のあっせんをして警察に捕まるも誤認逮捕だったことが分かり釈放。金儲けのためなら手段を選ばない性格で金融業に携わりたく灰原に弟子入りを熱望し建設作業員を辞めた後も帝国金融に押しかけ入社。前述の性格上、仕事の価値観が金の有無と利益しか無く現地での下仕事や利益の小さい地道な仕事と肉体労働者を見下しいち早く権力を持ち、自身がもくろむ中国への投資ビジネスで大金を掴もうとする事ばかり考え始める。釣りが特技。
都沢勝（みやこざわ まさる）
住専取立て以降出世していった警察庁のキャリア官僚だったが警察と暴力団のズブズブの関係に自らも腐ってしまい、占有屋の土地転売に手を出しもみ消しで依願退職。その後、事件屋の社長になったが脇我の件で金畑に取り込まれ、不動産部社員として帝国金融に入社する。警察関連の会社では未だに顔が利く存在。
糖尿病で入院中の母親がいる。

## その他の登場人物

### ナニワ金融道にも登場した人物
泥沼亀之助（どろぬま かめのすけ）
灰原が帝国金融にいた頃から腐れ縁のある男。『新ナニワ金融道』では、失敗した灰原の雲隠れ先で再会し、またもインターネット回線詐欺を思いついたが、灰原に止められパシリになり、その後も灰原並びに帝国金融に詐欺の儲け話を持ちかける。
肉欲棒太郎（にくよく ぼうたろう）
大阪で『肉欲企画』という不動産会社（実態は地上げ屋）を経営していたが、帝国金融により夜逃げに追い込まれる。その後に広島で激安チケット販売の商売に転ずるまでが『ナニワ金融道』で描かれた。『新ナニワ金融道』では再起に成功し、急成長を遂げる不動産会社『肉欲興産』の社長として登場する。「誠心誠意」をモットーに掲げながら、広島で自分をはめたのは灰原だと分かったことと、妻（肉欲冴子）がプレハブ住まいの疲労によりストーブが倒れたことに気づかず火事による大火傷を負い、火傷そのものは完治したものの下半身不随になったことから灰原を逆恨み。敵として、灰原に立ちはだかる。灰原のやり口から「手段を選ばない」非情な手も使うようになり、朱美を社員として迎えた後、自分と朱美が恋仲になったように合成写真などを用意して灰原を翻弄するも、復讐を知っていた朱美に裏切られ灰原に敗北した。その後、妻から「重荷は背負わず下ろしたほうがいい」と言われたことで復讐心を捨て、朱美に2000万円もの退職金を渡しアメリカでの手術を受けさせることで灰原への償いとした。
三宮損得（さんのみや そんとく）
元は小学校の教頭。『新ナニワ金融道』では、川沿いに住むベテランホームレスとなっている。

### 新ナニワ金融道の登場人物
浜地広海（はまち ひろみ）
漁師。大シケの中新品の船を出し、海難事故に遭ったと見せかけて、生命保険金を騙し取る。青葉茂という偽名を使って、ひっそり暮らしていた。灰原と接触したことがあった為生きていることを見破られ、債権回収に出た灰原と桑田によって確保された。妻の前に連れ出され悪事を暴かれた後、自分の生存を見抜いていた娘の言葉を聞き改心した。
浜地マリ（はまち まり）
浜地の妻。夫の保険金詐欺に加担する裏で宇津保とデキていた。後に広海を連れて来た灰原らに悪事を暴かれ、夫に浮気のことまで知られてしまう。
浜地乗香（はまち のりか）
浜地夫妻の娘。父親が海難事故で死んでいないことに気づき、後に彼女の説得により父は改心し脅すことができなくなったため灰原らを大損させる。
宇津保一馬（うつぼ かずま）
保険金詐欺の共犯者で、マリの愛人。広海とは親友だったことから彼の保険金詐欺に加担するが、本当の目的は妻のマリにあった。親友を騙す形でマリと浮気し、保険金を使い込むが灰原らに暴かれた後はそのまま逃げだしてしまう。
鎌田虎男（かまた とらお）
北京オリンピックに沸く中国の景気にかこつけて、鉄道のレールを盗んで売ろうとしていたが警察に見つかり逃亡。空き巣をするが、帝国金融と自分の入れ知恵で、真高という偽名を使い孫野手の相談役をする。悪事をネタに帝国金融から協力を迫られ、更には灰原達にまで協力させられ、孫野手夫妻を裏切る形になってしまった。以後は一行の手から離れ、再び泥棒家業に手を染めていた。
孫野手建造（まごのて けんぞう）
建設会社社長。秋子の会社へ債権譲渡で借金を踏み倒そうとする。
訓二（孫野手）秋子（くんに あきこ）
孫野手の妻。新会社訓二建設を立てて、借金を踏み倒そうとする。鎌田が言うにはいい体。偽装離婚しているため旧姓に戻っている。
スミ子
小金山と同棲していた彼女。小金山がヒモ同然に暮らしていたが、保証人になるのを恐れて小金山を追い出す。
小金山牧男（こがねやま まきお）
ニートかヒモ。インターネットビジネスで、ナニワから融資を企む。頼りも金蔓としか見ておらず灰原と肉欲を脅して金を巻き上げていたが肉欲の個人情報を無断で盗んだことで肉欲を怒らせる。その後肉欲興産に入社したが、その入社自体が肉欲の罠で、肉欲にはめられたとはいえ多額の賠償金を迫られることとなった。そのストレスで叔父が倒れた事により改心する。
温和夫妻（おんわ-）
小金山の叔父夫妻。名前の通り温和な性格であり、過去に原野商法に引っかかり灰原から言わせれば「性善説でしか人を見られない」と見下される。その後叔父は、小金山の失態で多額の賠償金を迫られた後、ストレスによる病で倒れる。
句地車（くちぐるま）
地割土地建設の社員。バブル崩壊でホームレス同然の身になっていた時期があった。
加間瀬（かませ）
地割のグル仲間。
種馬（たねうま）
地割土地建設の社長。原野商法で一山当て朱美に手を出そうとしたが、刺青に圧倒される。
浅井（あさい）
粉飾銀行大阪支店の支店長。無駄な機転を利かせ評判が悪い。肉欲と協力して本店復帰を企んだが、左遷され農業に駆り出される。
上前（うわまえ）
浅井と裏でつながっていた、道路族議員。政治献金で逮捕される。
羽目尾豊作（はめお ほうさく）
ブティック店経営。危険（バイクが素通りする）・汚い（雨漏りするアーケード）・暗いの3K商店街、市役所から町のゴミと言われ、駅への近道としか使われていないシャッター通り、瀬戸際商店街の町会長。喫茶店の店主、涼子と愛人関係にありデート費用に借金をし、店の借金の連帯保証人にまでなっている。冷蔵庫を廃棄物として処理したが、妻が妹に頼んで工面した金を中に隠しており返済のため170万借りる羽目に。その後涼子に騙され、行き倒れになっていた所を旅館の人に助けてもらい、住み込みで働く。
羽目尾政子（はめお まさこ）
羽目尾の妻。気性の激しい性格で、公の場でも平気で暴力を振るう。
羽目尾良雄（はめお よしお）
羽目尾の息子。葬儀店社員。何回も金の無心で迷惑をかけられている。豊作の借金の保証人と、合コンで知り合った女性が自身のダイエット器購入の借金を肩代わりさせるためレイプを偽装・捏造されてその慰謝料のために多額の借金を背負わされる。そのショックで仕事で大きなミスを犯し解雇になり自信をなくし実家で引きこもりになるが、灰原の助力で退職金を得るがそれをそっくりそのまま灰原に回収されてしまった。その後は店の手伝いとピンクサロンの客引きで残りの借金を返済し続けている。
左浴田佐助（さよくだ さすけ）
NPO法人ボランティア「エコエコブルドッグ」隊長。大学時代はオルガナイザーとして活躍していた。労働者や労働者団体（労働意欲の無い者を含む）を先導（作品では洗脳と言っている）し、国から多額の保証金をせしめて、ピンハネしている。瀬戸際商店街の若者を巻き込みエコロジー商店街として、運動を展開する。何かと言っては訴えて、警察からも市役所からも煙たがられている。ホームレスから生活保護費を搾取して宿を提供する、貧困ビジネスにも手を出している。雨宮に嵌められ高飛びでアメリカに貨物船で移ろうとするが、桑田と取引をした御堂筋に騙され、ソマレヤ（ソマリアが元ネタであろうアフリカの架空の国） で強制労働を強いられる。
御堂筋（みどうすじ）
大学からの間柄である左浴田と活動している、債権回収会社「ネコソギ」のサービサー。瀬戸際商店街を潰し、経営難の病院の移転費を融資して儲けようとするが、雨宮にバラされ、口封じの代償に左欲田を売る。その後、陰核肥大教を相手にした時は灰原と手を組み、新銀行大阪に出向く。
潮吹涼子（しおふき りょうこ）
瀬戸際商店街の喫茶店店主。未亡人で、主人が亡くなった所をつけ込まれて羽目尾の愛人になった。駆け落ちを期待させる言葉で羽目尾を利用しカネヅルにし、商店街の借地人たちに土地を買わせる交渉を灰原から任され、リーダー格の隠居と男女の仲になり羽目尾とスパッと別れる。
栗山奈目春（くりやま なめはる）
飯場で時間を潰し、借金を踏み倒した労働者。しかし、自身の戸籍が陰核肥大教の工作に利用されたことで2ヶ月前の居住記録が発覚し灰原に追い込まれてしまう。かくまわれている内に面倒を見ていた雨宮に勝手に惚れてしまった。
神尾包茎（かみお ほうけい）
仏教カルトSEX教団、陰核肥大教の教祖。ありとあらゆる財産を寄付させ、信者を失踪した行方不明者に成り済まさせている。トリックを使った超常現象を起こし、信者を増やしている。高級肉の食いすぎで心筋梗塞により死亡したかに見えたが実は土手の動きを怪しんで香港、マカオへ飛んで資金洗浄し証拠隠滅を完了していた。
土手草子（どて くさこ）
陰核肥大教の巫女で実働隊長。神尾の法力を伝える最高の秘儀「身心洗いの儀」は、巫女である土手の体を介して行うと言われている。デカ尻に能面ヅラの無表情。朱美とは高校時代の同級生であり、バレー部の仲間で当時は体育会系の人物だったらしい。神尾の死去が判明後に神尾との婚姻届けを作成し、包皮山を証人として結婚を偽造し陰核肥大教の次期教祖「神尾エロヴァギナ草子」になり神尾の遺産を狙ったが、口座を抑えられ、調査のため高飛びしたが、高飛び先のニューヨークで抑えられ日本に強制送還。現在陰核肥大教は金畑と悪徳栄を中心に「被害者の会」を作られ、脱会者を中心に恐喝されている。
亀頭（きとう）
陰核肥大教の出家信者。鳥肌を使い、朱美に怪我を負わせようとした。
包皮山無毛雄（ほうひやま むけお）
陰核肥大教の信者。土手とHがしたいと望んでおり、色気で見ている。財産の全てを陰核肥大教に投じ、残り2000万で身心洗いの儀を行えるところまで上り詰めたが、財産が無い所につけ込まれ、穴留責之介という偽名を使い失踪者にさせられる。土手に担がれ、ニューヨークに飛ぼうとするが偽名を使っていた事がばれ逮捕。
鳥肌立造（とりはだ たつぞう）
知事の肝いりで誕生させた「新銀行大阪」の社員。妻を亡くした弱みに付け込まれて陰核肥大教信者になった。休眠会社に投資して大損し、詐欺発覚後自殺未遂、意識不明の中全責任を全て擦り付けられる。「正味の話」が口癖。新銀行大阪は灰原いわく「素人銀行」。
籔田矢分助（やぶた やぶすけ）
神尾専属の医師。神尾死亡の際に、土手の指示により死亡日を遅らせた診断書を作る。じつは神尾の死亡そのものがウソであり、神尾とともに香港に飛ぶ。
小塩学（こしお まなぶ）
食品卸売会社勤務。上司が接待攻めを受けて、鰯の味付け缶詰100ケースを売りさばくよう命令される。接待食事費が経費で落ちず借金をしている。生活費、アダルトビデオの賠償金、典子親子の借金、横流し失敗の借金も重なり、総額160万の借金をする羽目に。典子との仲も家庭内別居状態になった挙句連方からの脅しで灰原の敵になるも失敗、典子との離婚を決意するが陸夫が「パァパァ」と呼び離婚を取り辞め、食品卸売会社を退職しパチンコ店の店員に。
小塩典子（こしお のりこ）
小塩の妻。宛名書きの内職で、マイホームを持つことを夢見る。結婚前に連方と飲んだことがある。フリーマーケットで朱美と出会う。自分のことを「しっかりした賢い主婦」とうぬぼれている所に漬け込まれ宛名書きが資格商法だったと分かり、学と母の分と合わせて、「水着を着て面接を受けるだけで1本100万」という誘いに乗りアダルトビデオに出演しようとしたが学に阻止され機器損傷の負債も背負わされヤスイデに出戻るが、連方のクビで働くのが嫌になり母と共にパチンコ店に入りびたり。
小塩陸夫（こしお りくお）
小塩の子供。やたら泣き夜泣きもして小塩夫妻を苦しめている。
典子の母
原付で事故を起したとウソをつき、7万を借りる。使い道はパチンコの軍資金。
連方二郎（れんほう じろう）
スーパー「ヤスイデ」のバイヤー。弱い者イジメで飯から女の誕生日プレゼントまで奢るようせまるタカリ主義。小塩のミスで桃缶の山の下敷きになり、腕を骨折して小塩にたかるが、逆にタカリを恐喝容疑として小塩と和解。それを根に持ち、田上を送るが逆に桑田の罠に嵌り、担当店が産地偽装をしていた事が発覚し解雇。
馬裸田（まらた）
ナニワ金融の負債客。桑田から小塩の商品を横流ししろと命令されるが、夜逃げ、捕まり兄の方から金を工面させる。
田上（たのうえ）
連方から送り込まれた灰原へ融資を薦める刺客。
壷口（つぼぐち）
桑田がヤスイデに送った刺客。連方の産地偽装を突き止める。
金畑金一（かねはた きんいち）
金畑の父親。旧日本軍兵士。復員直後の闇市で「これからは食いモンが銭になる時代」 と確信し、妻とともに兵庫県で畜産農家を始め大成功を収める。昭和32年、クラブでホステスの愛人を作り、借金を残して失踪。1、2年後には愛人にも捨てられ飲んだくれになり、大阪で家族と再会する。横山の口利きでM資金詐欺を働き、高飛び先の東京でも詐欺を働くが印鑑が旧会社のものであることがバレた上口利きをしたのが横山とあっさり白状し、呼び出された増子に三行半を叩きつけられた。
金畑増子（かねはた ますこ）
金畑の母親。病弱で金一と夜の相手をできず、性欲を持て余した金一に逃げられる。金一に離婚を打ち明けるが断られる。
金畑金子（かねはた かねこ）
金畑の妹。フラフープをうらやましがり、金畑のアパッチで儲けた金で買ってもらう。アパッチ族の仲間と夜も働く金畑の留守番を守り寂しい思いをさせられている。
馬並（うまなみ）
金畑の叔父。恩に着せる振りをして金畑親子を牛乳屋に売り飛ばす。
乳川（ちちがわ）
牛乳屋「白濁牛乳」を経営する金畑の親方。借金をカタに金畑母子を酷使する。ヒロポン中毒。妻の名は膣子（ちつこ）。
朴正男（ぱく じょんなむ）
日本名、木村正男（きむらまさお）。金畑と同年齢の在日朝鮮人。昭和33年、17歳 のとき金畑と出会い、ケンカの末義兄弟の契りを結ぶ。アパッチ族（砲兵工廠跡地から鉄を盗む仕事）に金畑を誘いその後、横山に見出され工機でのアパッチに変更してくれる。横山の死で帰化申請を考えるが永中の死や在日差別の壁にさらに苦しんだ結果、北朝鮮の成功に人生を賭け帰国し、以後音信不通。
徳山秋夫（とくやま あきお）
朝鮮名：ホン・サンス。アパッチ族の中心人物。理論派。どぶろく密造の罪で収容所に1年間ぶち込まれ、収容所で社会主義に惚れて昭和35年北朝鮮に帰国するが、早くも物資の供給が止まり、木村に薬催促の手紙を出す。どぶろく密造取調べの時点で49歳。
横山千吉（よこやま せんきち）
戦後の闇市でもうけた金で事業を成功させた実業家。母親の世話もせず、借金の証文だけ受け継ぎ、朴らの土地を狙いアパッチ族を追い出すも朴と金畑の才に目を付け仲間に重機でのアパッチ活動と公園の開発を指示する。尾佐野のヤクザを敵に回し永中に刺され、車に乗り込みバックした所をトラックと正面衝突で事故死。別居中の妻子がいて家に帰らなかったため憂さ晴らしにアパッチの土地の権利を全て尾佐野に売り飛ばした。モデルは横井英樹。
勝間（かつま）
横山の参謀にあたる人物。横山死後に尾佐野邸に乗り込もんだが返り討ちにあい、尾佐野の手下になるが、正男らの帰国後、転落事故と見せかけて尾佐野を暗殺する。その後の消息は不明。
姜永中（かん よんじゅん）
在日朝鮮人の青年。通称、永中（えいちゅう）。日本名は金山永治（かねやま えいじ）。朴に嫉妬し、彼女に朝鮮人差別がきっかけで振られ、親父がギャンブル漬けで母親と喧嘩が絶えない絵に描いた貧乏暮らしが嫌になり、横山の舎弟になろうと土地を手に入れる策を教えるが彼に断られる。しかし、アイデアだけを横山がパクリ逆上、ヤクザの鉄砲玉となり横山を刺し高飛び先の漁師の優しさに触れ憎んでいた日本人に対する感情に変化が生じ、亀頭組の兵隊として大阪に戻るが今度は犬崎の在日差別による拷問にあい、日本人が分からなくなり悩んだ結果北朝鮮に密航しようとするが、亀頭組や警察と鉢合わせになり、警察に抵抗するも犬崎に射殺される。
児玉（こだま）
M資金詐欺の相手。以前計画倒産で横山に大損こかせた。結果横山の会社に吸収され追い出された。
米尾性子（よねお せいこ）
未亡人で児玉の妾。横山の刺客でもある。児玉を追い出した後、横山の情婦として、バーのママに成り上がる。バーに行くうち金畑が色気にやられ情事に及ぶものの恋愛には発展せず。大阪の店を閉め銀座に上京するためそれまでの客のツケの取立てが金畑の金融道の第一歩になった。
羽島美智子（はしま みちこ）
飲んだくれに襲われている所を正男に救われ正男に惚れた鈍才大学の大学生。極左を先導し安保闘争に殴りこむが、争いを避けた小屋で正男に処女を捧げるが交際に同士から自己批判を求められ退学、家出。性子の元でホステスになり朴と共に北朝鮮へ渡る。モデルは樺美智子。
満古田秀吉（まこた ひでよし）
老舗デパート「満古田屋」の孫社長。経営に興味が無く連日連夜キャバクラで遊び暮らす放蕩息子だが、買収されそうな所を横山に泣きつき尾佐野を対立させるも手下が警察が横山をパクる所の写真を見て尾佐野側に寝返る。
犬崎（いぬざき）
腐敗警察署の主任。戦前から警官をしており、戦後にGHQの命令で武装解除していたところを、戦勝を祝う朝鮮人自警団にリンチにあったことから朝鮮人を深く恨み、金一の手形詐欺の件で横山を厳しく取り締まるが、死後、刺した永中の行方を追うものの手違いで射殺。鶴田自殺の責任も問われ辞職する。
尾佐野健一（おざのけんいち）
満古田屋を巡り、横山と火花を散らすグループの社長。満古田屋の買収に成功するが、横山が関連会社の株主総会に総会屋を送り込み、横山はグループとバックをも敵に回す事になる。その後、ホテルニュージャポンの買収に失敗したものの、韓国の開発利権を獲得するが、ゴルフから帰る途中に勝間に崖に車ごと突き落とされ死亡。小佐野賢治がモデルで買収で経営基盤を大きくする指針の社長。
鶴田（つるた）
尾佐野の秘書。尾佐野の買収を助けていたが、ホテルニュージャポン放火未遂の黒幕を追及されるもトイレで首をつり自殺。真相を1人で墓場まで背負っていった。
不破（ふは）
全日本丸区須同盟の一員。「生きた経済学」のためにアパッチ活動に参加する羽島の友人。共産主義政治結社丸区須党を立ち上げ党員を誘った事が朴と金畑が分裂する原因となった。モデルは不破哲三。
千鶴（せんづる）
亀頭組の組長。金畑から手を引くために金畑に試練を与える。以前は尾佐野についていたがホテルニュージャポン買収前に尾佐野が知人の老婆から借りたはした金を踏み倒されニュージャパン側に回る。姓名判断好きで判断の結果、金畑に転職して金貸しの道を薦める。
誉士田（よしだ）
大阪で有名な大物国士。尾佐野からホテルニュージャポンの役員をやるように頼まれる。落花生が好き。モデルは児玉誉士夫。
根倉三助（ねくら さんすけ）
仕事の最中に不慮の事故で右足を怪我した青年。障害者となってしまい、兄と共に金畑と正男に慰謝料の請求を要求し、兄の提案でそれ以降も恐喝を企んでいたようだが、ヤクザとの繋がりがあった事が分かった途端手を引く。性格はひねくれていて、その態度が金畑を激昂させた。
浅川（あさかわ）
ホテルニュージャポンの社長。
力道海（りきどうかい）
プロレスラー。ホテルニュージャポンの株主総会の接待で呼ばれ、弟子のジャイアント牛馬（ジャイアント馬場）とタッグを組みポポ・ブラジル（ボボ・ブラジル）デストロイアル（ザ・デストロイヤー）と試合を行う。モデルは力道山。
普天間由紀夫（ふてんま ゆきお）
会社をリストラされ、家のローンを清掃と皿洗いのバイトで食いつなぎ、再就職を模索していたが、再就職に意欲が無いと判断されさらに妻の幸（みゆき）が第一子を高齢で妊娠しパートをやめてしまったため家の売却か自己破産を選ばされ、自己破産を申請するが・・・。モデルは鳩山由紀夫、鳩山幸夫妻。
仙谷（せんごく）
闇金業者社長で現在の泥沼の女性上司。金融特区のデータ取りで顧客者名簿の提出を灰原から要求されるもペースを握られるのを由とせず腰石と組むが、スポンサーの医者から資金提供を断たれ廃業。名前は仙谷由人から。
前原（まえはら）
仙谷の秘書。モデルは前原誠司。
深丘めぐみ（ふかおか）
灰原の同級生で元恋人。主人公以外で珍しく標準語を話す。「大阪維新の隊」のサポーターで朱美がお産で帰郷した所に再会し質問会に参加させる。灰原に淡い不倫願望を募らせるが裏金偽装事件以降急激に灰原から遠ざかる。モデルは全盛期の麻丘めぐみ。
橋舌透（はしした すける）
現大阪市長で政治団体「大阪維新の隊」の党首。票稼ぎ目的で公約した金融特区政策を灰原に蒸し返され苦悩する。モデルは橋下徹。
腰石南（こしいし みなみ）
大阪府教職員組合のドンで極左過激派。国旗国歌を辞めさせようと強硬手段に出て教職を追われた恨みで橋舌を潰そうとするが圧力で『君が代歌唱指導員』に任命され取り込まれてしまう。世間話でも話すことが「日の丸は軍国主義の象徴」しかせず仙谷達からも疎まれる。モデルは輿石東。
岸川（きしかわ）
威張りたい上、人からの指摘、注意が嫌いな元ヤンキーの鳶職。知識を見せた灰原を「上司との主従関係を見せてやる」と因縁を付け、喧嘩を挑むも敗北。しかし、雨宮が飯場に来てから灰原との遺恨が再燃し、灰原の彼女と勘違いした雨宮を寝取ろうとしたが、その直後に短気な性格が災いしてアカメの落下事故の原因を作ってしまった。その後、アカメの落下事故の真相を見抜いた陳に唆され、脱走する。
ハナシ
奥歯以外の歯が無い老人。マチュピチュに行くことを夢見ていたが毎晩の深酒が原因で脳梗塞で死去。
アカメ
ダムの労働者。理容師だったが交通事故で利き腕を怪我し賭博と酒びたりになり生活費稼ぎで労働者に。灰原に説得され、もう一つの手で理容師に再起しようとするが、岸川が起こした転落事故に巻き込まれ、命は助かったものの頭と脊髄を負傷し廃人となった。
ねぇさん
台所を担当していたが昼間は一人で寂しく灰原を尋ねてきた雨宮を歓迎する。バブル経済期に旦那が外車中古車ディーラーを起業するもバブル崩壊で倒産し蒸発。借金返済のためソープ嬢として長年働いていた。
番頭（ばんとう）
ダムのナンバー2。若い頃のやんちゃで背中全身に刺青がある。ねぇさんに惚れておりたかる娘たちに金を渡す。後にねぇさんと男女の仲になり、市内にアパートを借りた。
親方（おやかた）
ダムの現場監督。アカメの事故で責を追われ業者と真実の板ばさみに悩む。度土目建設が現場から外された後に、人望を見込まれ周囲の支持を得て独立する。
前田（まえだ）
クロスワードパズルが趣味の九州弁の男性。博識で難しい言葉を解説する。
亀尾清美（かめおきよみ）
ねぇさんの娘。母親がソープ嬢と知りぐれて不良になりシンナー遊びに手を染め暴走族に入り亀尾と結婚。息子の翔を儲けるも亀尾からDVを受け何度も離婚を考えるも亀尾が弱気な所を見せるとすぐ惚れ直す悪癖がある。後に母親と同じく度土目建設の台所で働く事となる。
亀尾（かめお）
清美の夫。半グレ、ネオ愚連隊のリーダー。典型的なチンピラでタカった金をパチンコですぐスってしまい妻にまたせびる様迫る。後に度土目建設に入り、真剣に自分の心配をしてくれる親方や番頭に心を開いて真面目に働く様になる。
度土目（どどめ）
建設会社「度土目建設」の社長。公共事業の縮小に見切りを付け、灰原の金融知識に目を付け、年中働かせるように多角経営に乗り出す。建設業界の運命故に金の事しか考えておらず、建設現場や作業員の事は無関心で親方に丸投げしており、それが二橋の隠れ蓑にされてしまう隙を与えてしまった。さらには和牛預託商法に手を伸ばし、同業者をだまして巻き込んだのが運の尽きで、二橋の件も含めて元請けより工事から外されてしまい、倒産。
鈍尻（どんじり）
牧場経営者。脂肪分が足りない牛乳に悩みメーカーとの直接販売も失敗、息子の一茂は無理矢理酪農を継がせ料理人になる夢を諦めさせられた因縁で仲が悪く、女性と付き合った事が無い。灰原の勧めで指導を受けてブログを立ち上げるが、偶然撮った一枚が二橋逮捕のきっかけとなる。騒動に巻き込まれたことで一度は閉鎖を考えるも、搾乳体験の問い合わせが相次いだことから方針転換して、観光牧場を目指すこととなる。
二橋達夫（にはし たつお）
千葉で資産家殺人事件を起こし、金城（きんじょう）という偽名を名乗って沖縄から逃げてきた殺人犯。度土目建設に潜入中、陳を見て中国人に成りすまそうと陳から中国語を教わる。鈍尻のブログに自身の顔が写った事で足がつきついに逮捕。モデルは市橋達也。
山江田千蔵(やまえだ　せんぞう)
素股市内で投資研究所を開いているが、実態は和牛預託商法に乗り出そうとしていた。金に困っていた度土目を尖兵にして建設業者から3千万円集めるも、接待の領収書から嗅ぎ付けた灰原の面接を装った調査により出資した度土目の同業者にリークされ、頓挫。モデルは海江田万里。
脇我（わきが）
借金をこさえ、入れ知恵で未成年者を家主に家をごみ屋敷にして借金取りの侵入を防ごうとする。
脇我蒸男（わきが むしお）
脇我の息子。
脇我千鶴（わきが ちづる）
脇我の娘で、蒸男の妹。
三国（みくに）
脇我の別の取引相手。ごみ屋敷にして脇我家周辺の再開発の権利獲得を狙う。
加巣利（かすり）
昔、金畑と苦楽を共にした会社社長。警察OBではあるが、都沢と違い現場叩き上げ。
尻出（しりいで）
都沢の金主で警察本部長。同性愛者で都沢を買う事で金を融資している。
チンピラ
府内のバーで恐喝、脇我相手の闇金のシノギをそれぞれ権力を背景にした都沢に踏み倒され、都沢を刺す事を決意する。

### 外伝の登場人物
吉村よし子
長年謎にされてきた吉村の妻。アパート暮らしの吉村を影ながら支える良妻賢母の美人で、ダブルサイズで一緒の布団に寝るなど夫婦仲はおしどり夫婦の模様。
清原
帝国金融に中途入社した吉村の後輩。だが年上なため運転は吉村が担当する。不動産会社社員だったが、倒産しドヤ街暮らしだったところを拾われる。やり口や外見が桑田にそっくりだが詳細は不明。浅墓の融資に「何ぼでも貸したらええ」と勧めるがドヤ街時代に不動産取引の法律が変わっていた事に気づかず一転窮地に立たされる。上層部から信用されておらず灰原復帰後の帝国に姿は無かった。
亀甲
ソフトSMクラブ「黄金（エルドラド）」の社長。真面目な性格で銭無を買っている。
銭無
黄金の従業員。多重債務者で闇金から金をつまんでは猿山に揉み消させている。野球賭博が好きで弱いところに賭けまくり仕事をサボって浣腸プレイもしている。帝国に嵌められた所で強いほうにかけるが外れ、吉村を頼るが警察に野球賭博の事を話してしまい、警察の管理下に置かれる。現在月27万のうち、25万を返済する生活にあり、真面目に仕事をしている。
猿山
ヤクザ。吉村をボコボコにして銭無から遠ざけようとするが逆に警察に暴行の事を垂れ込む代わりに銭無の債権を帝国に引き渡す。
浅墓タマ夫
貿易会社のサラリーマン。冴えない外見で物事を深く考えず、彼女と一緒にマンションをローンで購入したが、貿易したシューマイで食中毒を起こし、倒産の危機とローン地獄に。
宿木満子
浅墓の彼女。金の切れ目が縁の切れ目で金が無くなれば男を変える。30間際のそこら辺にいる女性。浅墓と別れた後、新しい男に結婚条件として500万を要求され、おっぱいパブの風俗嬢として働く。
三味引男
悪徳不動産会社社長。「フラット35」に名前だけは似ているが金利が10年後から跳ね上がる住宅ローン「ドサット35」を契約させ、ローン会社からキックバックを受けている。
光山
印刷会社社長。真面目で期日も守るが、女性からモテたい、ヤリたいという願望でズラをつけている。上野毛と小揖保に騙され、地回りのヤクザに暴行され、250万の借金を抱えた上、帝国からの信用を失い、社員の給料の支払いに闇金に手を出してしまい倒産。逃亡の末エルドラドに再就職し岩須と対する。
上野毛
カツラ会社の新入社員。金に目が無く顧客情報を流出してカツラ詐欺に加担する。岩須に多重債務者にされ金を取り戻すがその足で一発逆転を狙いに賭博に行く。
岩須
カツラ詐欺首謀者。前科あり。ハゲから1億4000万円を巻き上げトンズラするが吉村達により被害者の会を立ち上げられさらに上野毛を借金漬けにしたが最後は吉村達に通報され逃亡の日々に転落する。
小揖保
光山を騙し1本50万の毛生え薬（中身はただの化粧水。）を買わせる悪徳業者。
バーのママ
光山に何とか店の借金を肩代わりさせようと色気と枕を匂わせ誘惑するも光山に金がないことを知るとあっさり光山を振る。

### finalの登場人物
人吉義雄（ひとよしよしお）
公務員を定年退職し、たまたま寄った印鑑屋で印鑑詐欺に会い、多額の借金を背負わされ家を抵当に賭けられそうになった所で法科生だった飲食店の店員に出会い保証人の捏造を思いつき、零細銀行から融資を引き出し即自己破産、帝国金融に借りた借金を返済する。
唐変木（とうへんぼく）
警官。人吉の詐欺被害届けを無視するが人吉が再び詐欺被害届けを出し不祥事による懲戒免職を避けるため詐欺事件の捜査と人吉の保証人になる。

## 書誌情報
青木雄二プロダクション『新ナニワ金融道』Bbmfマガジン（グリーンアローコミックス）
- 1巻：復活 銭闘開始!!編、 2008年3月6日発行、 ISBN 978-4-7663-3346-6
- 2巻：嗚呼 欲望地帯!!編、 2008年9月27日発行、 ISBN 978-4-7663-3360-2
- 3巻：決戦 風雲怒濤!!編、 2009年1月13日発行、 ISBN 978-4-7663-3397-8
- 4巻：絶望 銭色吐息!!編、 2009年6月23日発行、 ISBN 978-4-7663-3439-5
- 5巻：流転 追込回避!!編、 2009年10月20日発行、 ISBN 978-4-7663-3474-6
- 6巻：逆転 迷走地獄!!編、 2010年1月9日発行、 ISBN 978-4-7663-3485-2

青木雄二プロダクション『新ナニワ金融道』扶桑社（SPA! comics）
- 7巻：戦慄 銭欲魔境!!編、 2010年5月15日発行、 ISBN 978-4-594-60672-5
- 8巻：無法 悪銭乱舞!!編、 2010年9月18日発行、 ISBN 978-4-594-60676-3
- 9巻：若夫婦転落編 上、 2010年12月24日発行、 ISBN 978-4-594-60677-0
- 10巻：若夫婦転落編 下、 2011年3月28日発行、 ISBN 978-4-594-60678-7
- 11巻：銭道立志編、 2011年7月29日発行、 ISBN 978-4-594-60733-3
- 12巻：銭道無情編、 2011年11月11日発行、 ISBN 978-4-594-60734-0
- 13巻：銭道群像編、 2012年3月3日発行、 ISBN 978-4-594-60765-4
- 14巻：銭道天命編、 2012年6月12日発行、 ISBN 978-4-594-60766-1
- 15巻：灰原の野心編、 2012年9月18日発行、 ISBN 978-4-594-60810-1
- 16巻：灰原の苦境編、 2012年12月17日発行、 ISBN 978-4-594-60827-9
- 17巻：灰原の葛藤編、 2013年4月8日発行、 ISBN 978-4-594-60844-6
- 18巻：灰原の決断編、 2013年7月18日発行、 ISBN 978-4-594-60855-2
- 19巻：帝国の危機編、 2013年10月30日発行、 ISBN 978-4-594-60873-6
- 20巻：帝国の逆襲編、 2014年1月31日発行、 ISBN 978-4-594-60885-9

青木雄二プロダクション『新ナニワ金融道外伝』Bbmfマガジン（GAコミックス）
- 1巻：驚愕 借金粉砕!!編、 2011年5月28日発行、 ISBN 978-4-7663-3537-8
- 2巻：茫然 利子沸騰!!編、 2011年8月22日発行、 ISBN 978-4-7663-3550-7
- 3巻：無残 禿頭詐欺!!編、 2011年11月21日発行、 ISBN 978-4-7663-3559-0
- 4巻：決着 禿頭詐欺解決!!編、 2012年4月16日発行、 ISBN 978-4-7663-3571-2

青木雄二プロダクション『新ナニワ金融道外伝ファイナル』双葉社（アクションコミックス）
- はまれば泥沼! ハンコ生き地獄編、2012年11月12日発行、ISBN 978-4-575-84154-1

青木雄二プロダクション『新ナニワ金融道 青木雄二物語』扶桑社（SPA! comics）
- 1巻：2014年5月30日発売、 ISBN 978-4-594-60909-2
- 2巻：2014年9月29日発売、 ISBN 978-4-594-60928-3
- 3巻：2014年12月19日発売、 ISBN 978-4-594-60955-9

青木雄二プロダクション『新ナニワ金融道R（リターンズ）』扶桑社（SPA! comics）
- 1巻：2015年4月22日発行、 ISBN 978-4-594-60982-5
- 2巻：2015年8月29日発行、 ISBN 978-4-594-61006-7
- 3巻：2016年1月30日発行、 ISBN 978-4-594-61047-0
- 4巻：2016年4月22日発行、 ISBN 978-4-594-61076-0
- 5巻：2016年8月30日発行、 ISBN 978-4-594-61098-2
- 6巻：2016年11月29日発行、 ISBN 978-4-594-61126-2

青木雄二プロダクション『ザ・ナニワ金融道』集英社（ヤングジャンプコミックス）
- 1巻：2017年4月19日発行、 ISBN 978-4-08-890661-4
- 2巻：2017年8月18日発行、 ISBN 978-4-08-890734-5
- 3巻：2017年12月19日発行、 ISBN 978-4-08-890832-8
- 4巻：2018年5月18日発行、 ISBN 978-4-08-891022-2
- 5巻：2018年9月19日発行、 ISBN 978-4-0-8891103-8
- 6巻：2018年12月19日発行、 ISBN 978-4-08-891157-1
- 7巻：2019年4月19日発行、ISBN 978-4-08-891287-5
- 8巻：2019年6月19日発行、ISBN 978-4-08-891309-4

## 備考
ナニワ金融の社用車はトヨタ・クレスタ（90系）で、ナンバーは帝国金融のベンツと同じく893である。